# Stanislao Esposito
Stanislao Esposito (Avellino, 15 ottobre 1898 – Mediterraneo orientale, 15 giugno 1942) è stato un militare italiano, capitano di vascello della Regia Marina insignito della medaglia d'oro al valor militare durante la seconda guerra mondiale.

## Biografia
Stanislao Esposito, figlio di Vincenzo e di Elisa Piciocchi, entrò quindicenne nell'Accademia Navale di Livorno nel 1913.
Dopo quattro anni di studi (1º ottobre 1917) uscì col grado di Guardiamarina nel Corpo dello Stato Maggiore della Regia Marina.
Seguì il primo imbarco sulla nave Flavio Gioia. Durante la I Guerra Mondiale fu destinato prima sulle navi da battaglia Caio Duilio e Giulio Cesare e poi sui cacciatorpediniere Quarto, Mirabello e Poerio. Con quest'ultimo partecipò alle operazioni militari in Albania nel 1920.
Seguirono i primi riconoscimenti. Il 15 maggio 1918, ad esempio, il Comando della IV Divisione Navale, per il breve periodo trascorso in zona di guerra, lo autorizzò a fregiarsi, sul nastrino delle fatiche di guerra, delle prime due stellette.
Il 1º ottobre 1918 fu promosso Sottotenente di Vascello, la promozione a Tenente di Vascello gli arrivò l’8 dicembre 1921.
Sempre nel 1921 fu destinato a Venezia ove conseguì l’abilitazione al tiro antisiluranti e antiaereo e il 3 dicembre dello stesso anno il brevetto di idoneità al servizio tiro. Due specializzazioni che gli consentirono di coprire incarichi sempre maggiori.
Nel 1923 si recò a Smirne, in missione presso il Consolato Generale d’Italia in Turchia. Nel 1924 proseguì sulle navi Ferruccio, Marsala e San Giorgio, impegnate nelle operazioni militari prima in Albania e successivamente in Africa. Terminate le due missioni, il Ministro della Regia Marina lo autorizzò a fregiarsi della medaglia Campagna d’Africa.
L’11 giugno del 1926 ritornò sul caccia Ricasoli con l’incarico di Ufficiale in seconda.
Il 7 gennaio 1927 passò sul Doria; proseguì il 2 febbraio sul Giulio Cesare; l’11 aprile, sul Savoia; il 1º giugno ritornò prima sul Cesare e il successivo 17 agosto sul Doria. Il 21 novembre assunse il comando del sommergibile F-19; il 22 dicembre passò a guidare l’F-15.
Dal 31 luglio al 31 marzo del 1929 assunse il comando del Reparto Tecnico Armi e Armamenti di Venezia.
Nel 1928 assunse il comando dei sommergibili F-13, H-8 e H-3.
A partire dal 27 aprile 1929 guidò i sommergibili H-4, H-2 e il Torricelli.
Promosso Capitano di Corvetta, dal 1º aprile al 27 maggio del 1930 assunse l’incarico dell’Ufficio Tecnico del Genio Navale di Fiume.
Il 3 agosto dello stesso anno gli fu assegnata la direzione del tiro del Doria, il successivo 27 maggio quello dell’esploratore Zeno. Il 20 giugno proseguì sul Da Verrazzano e successivamente sul Vivaldi.
L’11 luglio 1931, in Venezia, sposò la signorina Maria Giuseppina Massa.
Il 1º settembre 1932 passò a comandare il sommergibile Settembrini.
Il 1º maggio 1934 fu nominato membro ordinario del Comitato dei Progetti delle Navi e capo della I sezione della Divisione servizi generali della Divisione generale armi e armamenti navali. Incarichi che lasciò il 4 marzo del 1935 per andare a guidare la nave Gange.
Promosso Capitano di Fregata (anzianità 16 agosto 1935), il successivo 3 dicembre proseguì sull’incrociatore Bari ove prima coprì l’incarico di Comandante in seconda e a partire dal 15 settembre 1936 quello di Sottocapo di Stato Maggiore del Comando di Divisione. Sullo stesso incrociatore partecipò alla guerra d'Etiopia (1935-1936).
Il 20 marzo 1938 gli fu affidato il comando del caccia Scirocco.
Dal 3 maggio 1940 guidò le prove tecniche in mare dell’incrociatore Garibaldi (incrociatore)Garibaldi poi quelle del Trento dal 18 al 25 maggio 1940.
L'8 novembre 1940 venne promosso Capitano di Vascello. Il 26 maggio 1941 assunse il comando della XVI squadriglia cacciatorpediniere a bordo del Da Recco.
Il 21 aprile 1942 ebbe il comando dell'incrociatore Trento, con il quale combatté la Battaglia di mezzo giugno che si risolse in una vittoria per la Regia Marina. Il Trento fu dapprima immobilizzato da un siluro lanciato da un aerosilurante imbarcato della Royal Navy, e poi affondato da un siluro lanciato alle 09.10 del 15 giugno dal sommergibile inglese HMS P 35 (poi Umbra) del Tenente di Vascello Maydon, che provocò l'esplosione di un deposito munizioni. A bordo, dei 1151 membri dell’equipaggio, ne sarebbero morti ben 723, tra ufficiali, sottufficiali e marinai.